# François-Xavier Drouin
Pour les articles homonymes, voir Drouin.
François-Xavier Drouin (27 novembre 1845, Québec, Canada-Est, Province du Canada - 21 août 1922, Sainte-Pétronille, Québec, Canada) est un avocat et un juge québécois. Il a été bâtonnier du Québec.

## Origine et formation
François-Xavier Drouin est le fils de François-Xavier Drouin et de Julie Cantin,,. Un autre enfant est connu du couple : Louis-Ferdinand Drouin. Peu d'informations sont connues de l'enfance de François-Xavier Drouin, sinon que la famille était peu fortuné et que, pour parfaire son éducation en vue d'une carrière dans le droit, le jeune François-Xavier fabrique et vend des jouets. Au début de son âge adulte, il obtient un poste dans la fonction publique. Après avoir obtenu une licence en droit de l'Université Laval, François-Xavier Drouin est admis au Barreau du Québec le 18 janvier 1872, à l'âge de 26 ans,.

## Carrière professionnelle
En 1872, François-Xavier Drouin ouvre son premier cabinet d'avocat, où il se forge lentement une réputation au sein du Barreau de Québec. Il entre éventuellement en société avec deux autres avocats, dont Louis-Philippe Pelletier, pour former le cabinet d'avocats Drouin, Pelletier & Baillargeon,,. Ce dernier devient par la suite le cabinet d'avocats Drouin, Pelletier, Baillargeon & St-Laurent. Autour de 1909, cette société sera dissoute. Au fil de son parcours professionnel, Françoix-Xavier Drouin s'est aussi associé à un certain J.-A. Dionne au sein du cabinet Drouin & Dionne en plus d'avoir également exercé sa profession auprès des juges Edmund James Flynn, Jean Blanchet et Sévigny,. Finalement, François-Xavier Drouin a aussi formé un cabinet d'avocats avec ses deux fils, François-Olivier et Paul Drouin, du nom de Drouin, Drouin & Drouin (ou simplement Drouin & Drouin),,,. François-Xavier Drouin a pratiqué le droit à Québec pendant quarante ans. 
François-Xavier Drouin est créé conseiller de la reine à deux reprises : d'abord en 1887 par Henry Petty-Fitzmaurice, gouverneur général du Canada et marquis de Lansdowne, puis en 1899 par le gouvernement du Québec. 
Toujours en 1887, François-Xavier Drouin se présente aux élections fédérales canadiennes sous la bannière de l'ancien Parti conservateur du Canada,. Il affronte Wilfrid Laurier du Parti libéral du Canada dans la circonscription électorale de Québec-Est, que Laurier occupe depuis 1877,,. Drouin perd l'élection, récoltant 695 votes contre 2622 pour Laurier,,. Il tente encore sa chance en politique aux élections municipales de 1894 à Québec dans le district Saint-Roch, mais échouera à nouveau à se faire élire.
De 1896 à 1910, habite le 53 rue Sainte-Ursule à Québec, un immeuble qui est aujourd'hui connu sous le nom de Maison François-Xavier-Drouin,,. La Maison Drouin est un site du Répertoire du patrimoine culturel du Québec, et fait également partie d'un plus grand ensemble patrimonial dénommé Site patrimonial du Vieux-Québec, aussi connu sous le nom d'arrondissement historique du Vieux-Québec,,.
François-Xavier Drouin est élu à deux reprises bâtonnier de Québec, une fonction qu'il occupe de 1904 à 1906. À la suite de ces deux mandats, Drouin est élu bâtonnier du Québec pour le bâtonnat de 1906-1907.

## Haute magistrature
Le 16 juin 1914, Françoix-Xavier Drouin obtient le poste de juge puîné de la Cour supérieure du Québec pour le district judiciaire de Trois-Rivières, un poste qu'il occupe jusqu'à sa retraite en février 1921,.

## Vie privée et décès
Le 13 juillet 1868, Françoix-Xavier Drouin, 22 ans, épouse Louise Drouin, 23 ans, à l'église Saint-Roch de Québec. Quatre enfants sont connus du couple : Paul-Albert, Ulrich, Pierre et François-Olivier,.
François-Xavier Drouin a notamment été membre de l'ancien Institut canadien de Québec,.
François-Xavier Drouin est décédé à sa maison d’été de Sainte-Pétronille de l’île d’Orléans le 21 août 1922 à l'âge de 76 ans,.

## Hommages et distinctions

### Titre honorifique
- Conseiller de la reine[7]

### Titre de civilité
- Monsieur le bâtonnier[26]

## Galerie

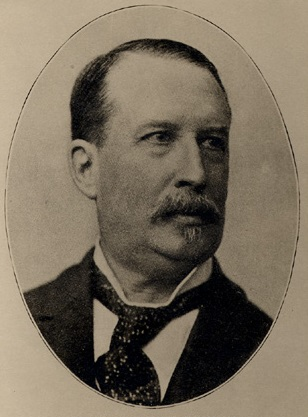
François-Xavier Drouin, ca. 1890
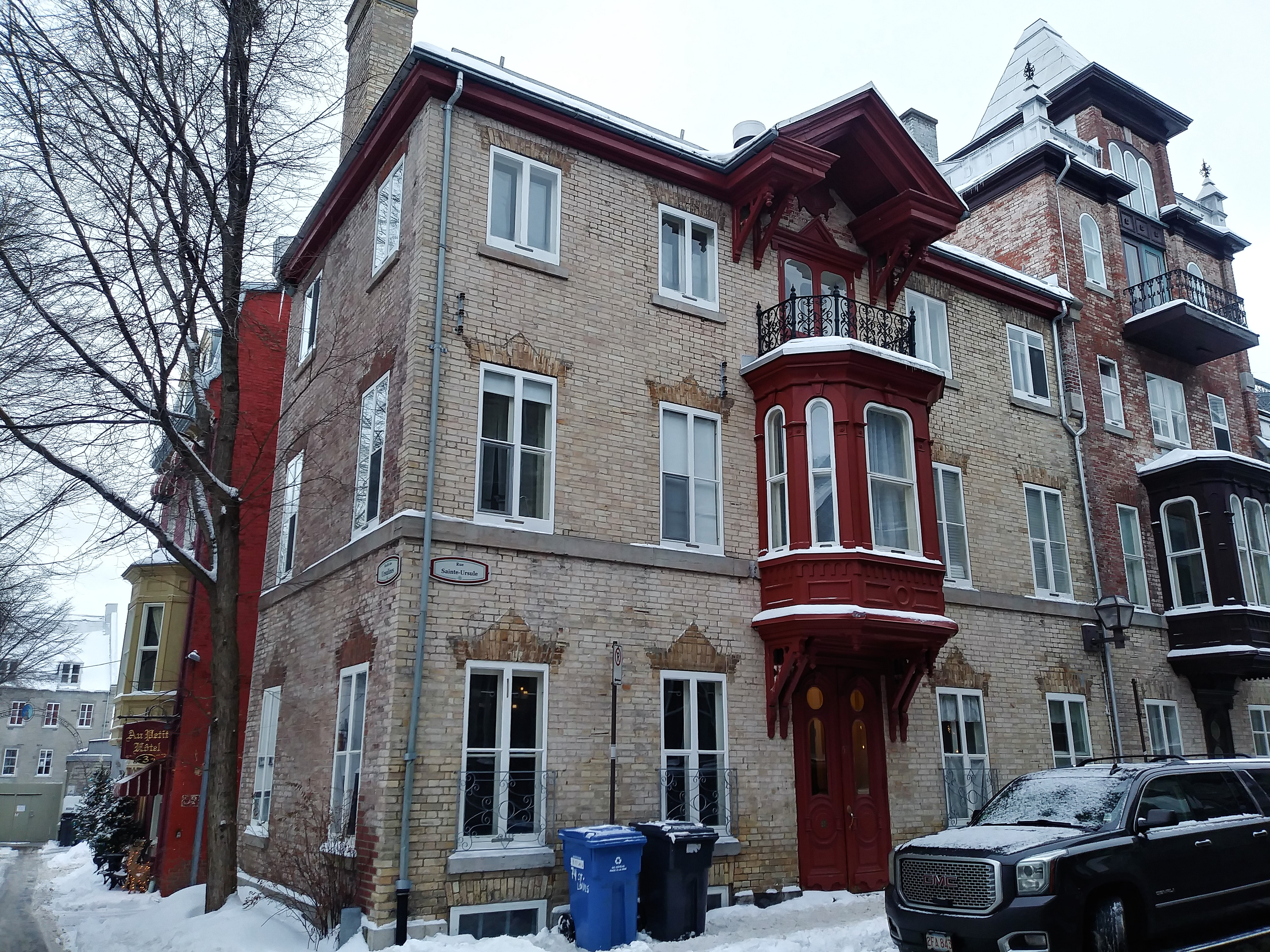
Maison François-Xavier Drouin

### Droit
- Avocat, Juriste
- Droit au Québec, Droit civil
- Histoire du droit au Québec, XIXe siècle en droit au Québec, XXe siècle en droit au Québec
- Système judiciaire du Québec, Loi du Québec
- Barreau du Québec, Bâtonnier du Québec
- Barreau de Québec, Districts judiciaires du Québec
- Code civil du Bas-Canada, Code criminel du Canada